# Филин, Александр Иванович

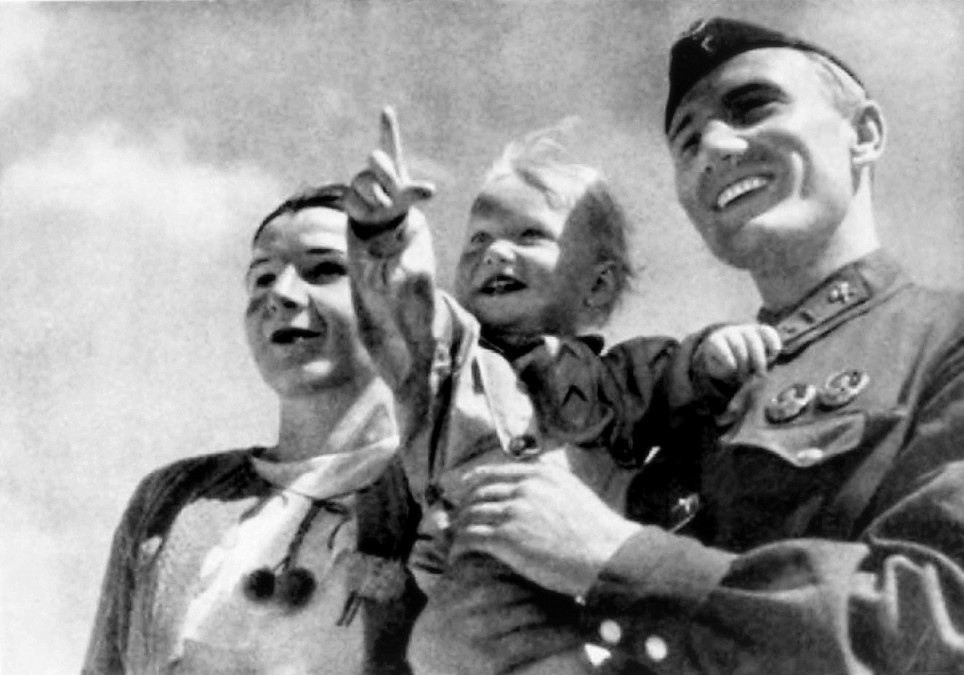
Лётчик-испытатель НИИ ВВС помкомполка Александр Иванович Филин с семьёй. 1931. Фото М. Калашникова

Александр Иванович Филин (18 января 1903, Москва — 23 февраля 1942) — советский лётчик-испытатель, генерал-майор авиации (1940).

## Биография

### Ранние годы
Родился 18 января 1903 года в семье кондуктора Савёловской железной дороги. Окончил высшее начальное училище (4-е Бутырское мужское начальное училище, 1916), в 1918 году поступил в Московский электротехнический техникум (впоследствии развёрнутый в институт).

### Служба и испытательная работа
- 1921 В Красной Армии
- 1922 Окончил Петроградскую военно-теоретическую школу авиации
- 1925 Борисоглебскую школу военных лётчиков
- 1930 Военно-воздушную академию РККА им. профессора Н.Е .Жуковского (ныне ВВИА)
- 1930 на лётно-испытательной работе в НИИ ВВС
- 1937 — начальник НИИ ВВС

Летал на самолётах многих типов, проводил лётные испытания, занимался практической и теоретической работой по совершенствованию конструкций самолётов и технике их пилотирования. Основные результаты деятельности включают:
- Успешные государственные испытания первых серийных боевых самолётов с убирающимся шасси — скоростных истребителей Павла Сухого И-14 и Николая Поликарпова И-16 (1933);
- Первые испытания на штопор советских истребителей, создание инструкции по выводу из штопора самолётов-истребителей Дмитрия Григоровича и Николая Поликарпова И-5 (1930) и И-15 (1933);
- Подъём и испытания таких самолётов как: «двухместный истребитель шестой» ЦКБ-11 (ДИ-6) (первый полёт 30 сентября 1934), УТ-1 (АИР-14) (1936);
- Совместно с коллегами в НИИ ВВС и ЛИИ разработал и внедрил систему методов лётных испытаний скоростных на тот период самолётов с мощными двигателями и винтами изменяемого шага[3];
- Дальние перелёты: 26 августа 1929 года совместно с А. Ф. Ковальковым Москва—Минеральные Воды на самолёте АИР-3; 11—13 сентября 1934 года совместно с Михаилом Громовым на самолёте АНТ-25 РД («Рекордная дальность») пролетел за 74 ч. 2 мин. по замкнутому маршруту Москва—Рязань—Харьков 12 411 км, установив мировой рекорд.

После осмысления прошедших воздушных сражений в Испании, Китае и Монголии  выдвинул концепцию, по которой самолёт с самыми лучшими лётными данными обеспечивал только 50% боевой задачи. Остальные 50% приходятся на двустороннюю радиосвязь, приборы для полётов в сложных и ночных метеоусловиях и другое оборудование. Испытания в НИИ ВВС проданных нам в 1940 году Германией своих новых истребителей и других боевых самолётов подтверждали эту концепцию. Это привело к изменению системы требований к конструкторам самолётов (установка радио и другого современного оборудования, проведение полного цикла заводских испытаний до передачи самолёта на государственные испытания).
Делегат 16 Всероссийского съезда Советов (1935)

### Роковая встреча
…7 мая 1941 г. в Кремле в присутствии Сталина состоялось совещание представителей высшего командования ВВС и руководства НКАП, на котором Филин выступает с докладом «О работе и состоянии НИИ ВВС КА». В своём докладе Александр Иванович подробно проанализировал работу института, показав имеющиеся недостатки и вскрыв их причины. Кроме того, он указал на недостатки в работе авиационной промышленности, выразившейся прежде всего в предъявлении на государственные испытания не доведённых и не до конца прошедших заводские испытания самолётов, в числе которых он назвал Як-1, Як-4, ЛаГГ-1, Су-2, Ар-2, Пе-2 и Ер-2. Неприятным было то, что конец доклада принял характер острой полемики между Филиным и Сталиным. («Подстреленный сокол» М.Руденко. «Труд», 12.05.1998) 

### Трагическая кончина
При испытаниях МиГ-3 в НИИ ВВС была получена меньшая дальность, чем в специально организованном перелёте Москва—Ленинград в условиях, отличных от принятых для государственных испытаний, и с оборудованием самолёта дополнительным прибором, который позволял лётчику устанавливать оптимальный режим работы мотора.
"Результат перелёта стал известен Сталину, и он предложил в этом разобраться комиссии под руководством наркома обороны Тимошенко, секретаря ЦК Маленкова и заместителя начальника Генерального штаба Ватутина. За подписью вышеуказанных руководителей комиссии вышел приказ, которым генерал-майор Филин предавался суду военного трибунала.
В первых пунктах приказа ему ставилось в вину занижение дальности МиГ-3. Ему же ставилось в вину, что самолёты были запущены в серийное производство без проведения войсковых испытаний, хотя на проведении таких испытаний настаивал именно Филин. Этим же приказом отстранялись от должностей группа инженеров и лётчиков-испытателей, проводивших государственные испытания в НИИ ВВС.
Приказ датирован 31 мая 1941 года. Филин был арестован 23 мая. Постановлением особого совещания при НКВД СССР 13 февраля 1942 года Филин был приговорён к расстрелу, и 23 февраля приговор был приведён в исполнение.

Совершенно чудовищно, что Филина расстреляли в 1942 году, когда справедливость его требований к испытуемым самолётам была подтверждена на фронтах Отечественной войны. В следственном деле указано, что обвиняемый виновным себя не признал. («Лётчики, самолёты, испытания» А. А. Щербаков, М., 1998) 
Нарком Шахурин А.И.:
"Однажды Сталин после обсуждения с Филиным какого-то авиационного вопроса пригласил его обедать. Как сейчас помню красивое, бледное лицо Александра Ивановича, стройную фигуру, внимательный взгляд голубых глаз и улыбку. За обедом Сталин расспрашивал Филина о лётной работе, самолётах. Интересовался здоровьем. У Филина был больной желудок, кажется язва. Спрашивал, нравится ли ему вино с наклейкой из обычной бумаги и напечатанным на машинке названием. Филин ответил: " Да, очень хорошее вино — слабое и приятное". Сталин заметил: "Вам это можно пить?". Затем, спросив, какие фрукты любит Филин, распорядился отнести ему в машину фруктов и несколько бутылок вина. Смотрел на него всё время приветливо и дружелюбно.
А через несколько недель стоило одному конструктору доложить: «Товарищ Сталин, Филин тормозит испытание моего истребителя, предъявляет всякие претензии»,— и в судьбе Филина произошёл крутой поворот. "Как так?" — спросил Сталин. "Да вот указывает на недоработки, а я утверждаю, что самолёт хороший". Присутствующий Берия что-то пробормотал про себя. Можно было понять только одно слово: «Сволочь...» А через несколько дней стало известно, что Филин арестован. Спустя некоторое время я попытался помочь Александру Ивановичу, но из этого ничего не вышло.".
Реабилитирован 26 марта 1955 года.
"в феврале 1941 года институт [НИИ ВВС] выполнил полёты на дальность на двух самолётах МиГ-3 и получил вместо заданных 1000 километров 820 и 857 километров. Этот результат был следствием невозможности пользоваться высотным корректором (устройством, позволявшим экономить топливо на больших высотах), об этом было написано в официальном отчёте НИИ ВВС.
Дальнейшие события развивались следующим образом. ОКБ договорилось с главным конструктором мотора А. А. Микулиным о временном (на один полёт) снятии запрета на пользование высотным корректором и выпустило двух своих лётчиков в перелёт из Москвы в Ленинград. Он прошёл успешно. После приземления из самолётов слили оставшееся горючее. Результат показал, что МиГ-3 способен пролететь 1000 километров....Доклад ОКБ, в котором излагались результаты выполненного перелёта, вызвал, однако, совершенно неожиданные последствия. Где-то сравнили результаты, полученные ОКБ, с теми, которые были получены в НИИ ВВС, и, не вдаваясь в суть дела, сделали вывод о том, что институт преднамеренно занизил лётные данные самолёта МиГ-3. Последовали оргвыводы.
А. И, Филина, А. С. Воеводина, П. С. Никитченко, Н. И. Максимова, Б. В. Лушина, С. Г. Онисько и ещё нескольких товарищей из числа ведущих специалистов института отстранили от занимаемых должностей. Это случилось недели за три до начала войны"  Рабкин И. Г.

## Награды
- Орден Ленина за мужество и героизм, проявленные при выполнении перелёта Москва — Рязань — Харьков (1934)
- Орден Ленина (до января 1935)
- Орден Красной Звезды (1939)
- Медаль